# أوبرا الحجرة
أوبرا الحجرة
(بالإنجليزية chamber opera)
هي أوبرا تكتب لمجموعات اصغر حجما، صوتية وآلية. هذه الأوبرات اقل تكلفة لإقامتها ويمكن أن تعرض على مسارح أصغر. ضمن أوائل الأمثلة على اوبرا الحجرة «أريادني في ناكسوس» لريتشارد شتراوس وهي من فصل واحد (1912؛ في نسخة لاحقة أضيف لها برولوج) كتبت لتتبع نموذج موليير لاحد كومدياته. الشكل جذب الكثير من المؤلفين الموسيقيين خلال النصف الأول من القرن العشرين، من بينهم هندميث وسترافنسكي وبريتن وبيرتويسل. ومثال أحدث على ذلك «بودرة على وجهها» لتوماس أديس (1995).

## المصدر
1. ↑  The Facts on File Dictionary of Music, Christine Ammer 2004